# Jane Henson
Jane Henson, właśc. Jane Ann Nebel (ur. 16 czerwca 1934 w Nowym Jorku, zm. 2 kwietnia 2013 w Greenwich) – amerykańska lalkarka, współtwórczyni Muppetów i Fraglesów.

## Życiorys
Jane Ann Nebel urodziła się w Nowym Jorku w USA. Uczęszczała na University of Maryland, College Park na zajęcia lalkarstwa, gdzie poznała Jima Hensona. W 1959 roku wyszła za niego za mąż z tego związku urodziła pięcioro dzieci. Wraz z mężem stworzyła program Sam and Friends. Od 1986 roku była w separacji. Jim Henson zmarł w 1990 roku. Po jego śmierci założyła fundację The Jim Henson Legacy. Zmarła 2 kwietnia 2013 roku na chorobę nowotworową.